# Batalha de Lens

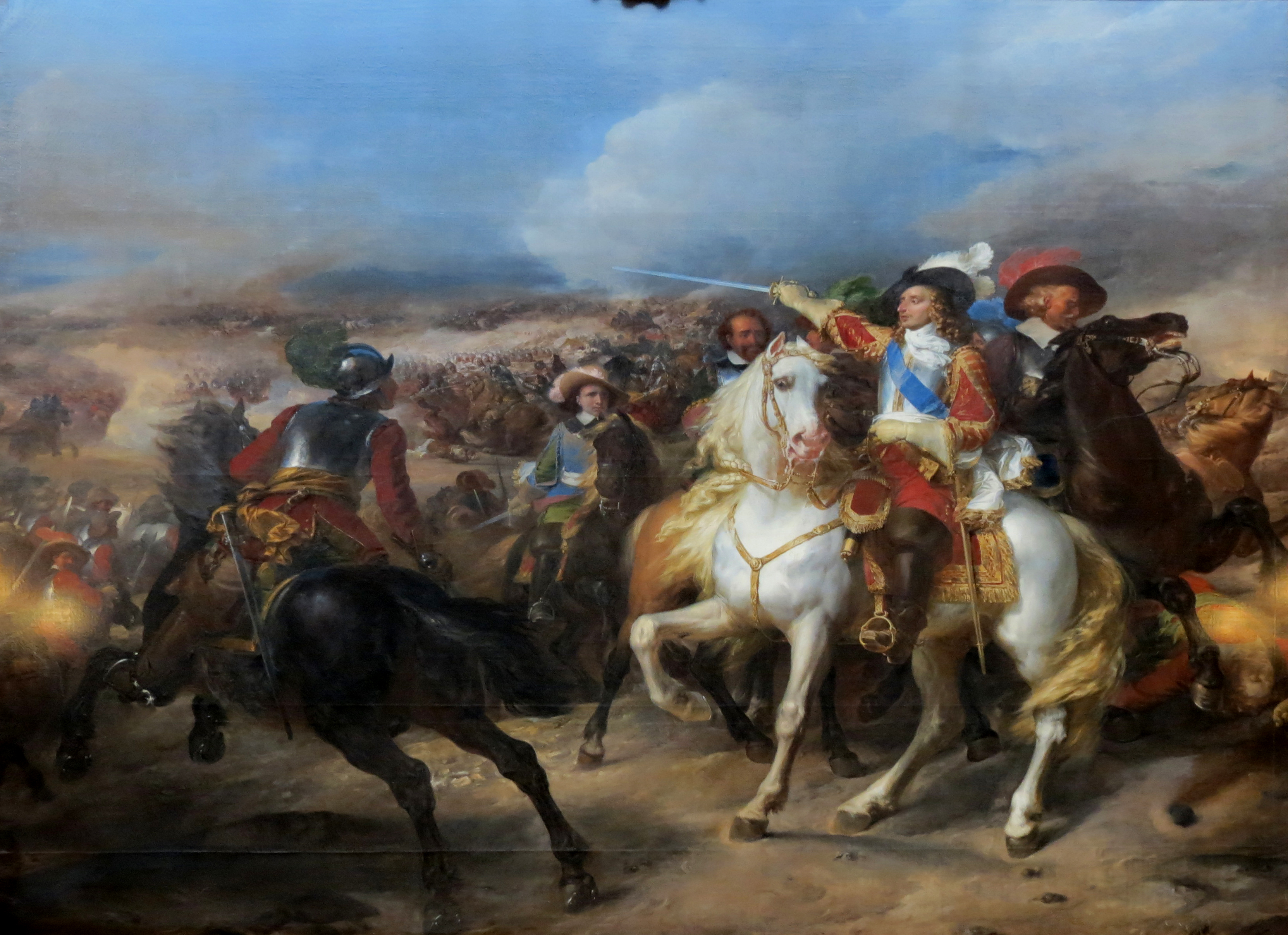
O Grand Condé na batalha de Lens, 20 de agosto de 1648, vitória sobre as tropas espanholas comandadas pelo arquiduque Leopoldo. Jean-Pierre Franque, 1841, Galerie des Batailles.

A Batalha de Lens (20 de agosto de 1648) foi uma vitória francesa sob Luís II de Bourbon, Príncipe de Condé contra o exército espanhol sob o comando do arquiduque Leopoldo Guilherme na Guerra dos Trinta Anos (1618–1648). Foi a última grande batalha da guerra e uma vitória francesa. A batalha cimentou a reputação de Condé como um dos maiores generais de sua época.
Nos quatro anos que se seguiram à decisiva vitória francesa em Rocroi contra o exército espanhol de Flandres, os franceses capturaram dezenas de cidades em todo o norte da França e na Holanda espanhola. O arquiduque Leopold Wilhelm foi nomeado governador da Holanda espanhola em 1647 para fortalecer a aliança dos Habsburgos da Espanha com a Áustria e iniciou uma grande contra-ofensiva no mesmo ano. O exército espanhol primeiro encontrou sucesso recapturando as fortalezas de Armentières, Comines e Landrecies.
O príncipe de Condé foi chamado de volta de uma campanha fracassada na Catalunha contra os espanhóis e nomeado comandante do exército francês de 16 000 homens em frente ao exército espanhol do arquiduque e do general Jean de Beck, governador de Luxemburgo. Condé capturou Ypres, mas então a força hispano-alemã de 18 000 homens sitiou Lens. Condé avançou para encontrá-los.
Na batalha que se seguiu, Condé provocou os espanhóis a desistir de uma forte posição no topo da colina por uma planície aberta, onde usou a disciplina e as capacidades superiores de combate corpo a corpo de sua cavalaria para atacar e derrotar a cavalaria Valônia - Lorena nas alas espanholas. A infantaria e a cavalaria francesas no centro foram atacadas pelo forte centro espanhol, sofrendo pesadas perdas, mas mantendo-se firmes. A cavalaria francesa nas alas, livre de qualquer oposição, cercou e atacou o centro espanhol, que prontamente capitulou. Os espanhóis perderam metade de seu exército, cerca de 8 000 a 9 000 homens, dos quais 3 000 foram mortos ou feridos e 5 000 a 6 000 capturados, 38 armas, 100 bandeiras junto com seus pontões e bagagem. As perdas francesas foram de 1 500 mortos e feridos. A vitória francesa contribuiu para a assinatura da Paz de Vestfália, mas a eclosão da rebelião da Fronda impediu que os franceses explorassem sua vitória ao máximo contra os espanhóis.